# Phyllotaxis

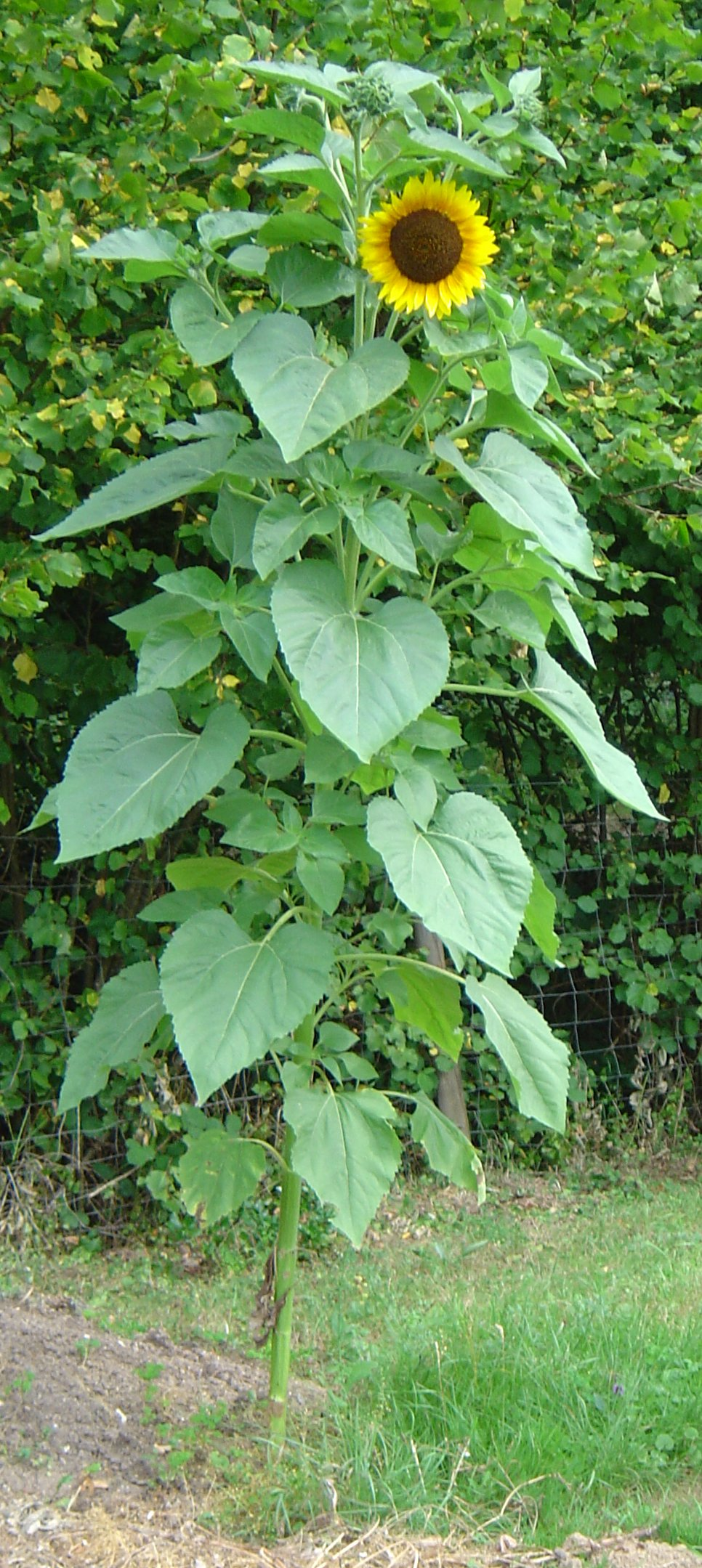
Die Blätter der Sonnenblume sind spiralig-wechselständig angeordnet

Spiralig, schraubig, alternate-spiral

Phyllotaxis (altgriechisch φύλλον phyllon, deutsch ‚Blatt‘, τάξις taxis ‚Anordnung‘) ist eine Bezeichnung für die regelhafte Anordnung der Blätter von Pflanzen. Blattstellung und Blattstand sind gleichbedeutende Bezeichnungen.

## Geschichte
Die stängelständigen (cauline) Blätter sind nicht wahllos angeordnet. Bereits Leonardo da Vinci hat in seinen Tagebüchern auf die regelmäßige Anordnung der Blätter hingewiesen.
Den modernen Phyllotaxis-Gedanken begründete ein Schweizer Naturalist namens Charles Bonnet. Er entdeckte 1754 als Erster folgende Anordnung in der schraubigen Phyllotaxis: Je ein Blatt pro Knoten, was dem Bereich der Sprossachse, an dem eine oder mehrere Blätter ansetzen, entspricht. Die aufeinanderfolgenden Blätter sind jeweils um einen bestimmten Winkel zueinander verschoben. Er fand heraus, dass die Blätter um einen Ast spiralartig angeordnet sind. Bonnet nannte diese Spirale die genetische Spirale.
Der Botaniker Karl Friedrich Schimper gilt als derjenige, der die dahinterstehenden Gesetzmäßigkeiten mathematisch erschlossen hat.
Durch seine Arbeiten wurde um 1830 die Lehre von der Blattstellung begründet. Mehrere noch heute verwendete Fachbegriffe wurden von Schimper geprägt – so Divergenz, Cyclus, Orthostiche und Parastiche.
Alexander Braun wurde durch Schimper zu weiteren Forschungen angeregt. Aufgrund seiner Beiträge spricht man auch von der Schimper-Braun’schen Blattstellungslehre – Schimper-Braun'sche Hauptreihe.

## Grundtypen der Blattstellung

### Wechselständig
Hierbei stehen die Blätter einzeln entlang der Sprossachse abwechselnd, d. h., keines steht mit einem anderen auf gleicher Höhe (alternate).

Meist sind wechselständige Blätter:
- spiralig, schraubig (zerstreut)  (dispers, spiral): Die Blätter stehen weder in ≈90° noch in ≈180°, sondern in einem anderen, jedoch stets festen Winkel zueinander. Die einblättrigen Nodi bilden eine Schraubenlinie (Helix). Es sind verschiedene Anordnungen möglich, siehe unter Aufbau.
- zweizeilig (distichous, two-ranked 1/2; ≈180°): Die Blätter stehen an der jeweils gegenüberliegenden Seite des Stängels, sodass sich zwei alternierende Blattreihen bilden. Pro Nodus gibt es ein Blatt, es entstehen zwei senkrechte Zeilen (Orthostichen) mit Blattorganen.

Spirodistichie ist die Bezeichnung für die zweizeilige oder distiche Blattstellung, bei der sich die beiden Geradzeilen allmählich um die Achse drehen.

### Gegenständig
Die Blätter stehen jeweils entlang der Sprossachse zu zweit gegenüber (opposite-superposed; -distichous, zweizeilig). Manchmal sind die Blätter nur wenig auseinander angeordnet, dann sind sie fast-gegenständig (subopposite).
Meistens stehen die Blattpaare (dimerer, zweiteiliger Wirtel) selbst kreuzgegenständig (opposite-decussate, dekussiert): Je zwei am Stängel aufeinander folgende Blattpaare stehen etwa rechtwinklig zueinander, alternierend. Häufig bei Lippenblütengewächsen. Es entstehen vier Zeilen (Orthostichen) mit Blattorganen.
Diese Art der Blattstellung, bei der die Blätter zueinander in einem bestimmten sog. „Äquidistanzwinkel“ (Winkelabstand zwischen den Blättern) angeordnet sind, ist sehr häufig. Dabei folgt die Anordnung zwei Regeln, zum einen der Äquidistanzregel (der Winkelabstand zwischen allen Blättern ist gleich groß) und andererseits der Alternanzregel (Blätter zweier aufeinanderfolgender (Blatt-)Reihen stehen versetzt zueinander). So werden Längsreihen (Orthostiche) gebildet.

### Wirtel- oder quirlständig
Beim wirtel- oder quirlständigen (Organkreis) Grundtyp entspringen am Spross immer mindestens zwei Blätter (im häufigsten Fall zwei oder drei: di-, tri,-... polymerer Wirtel) auf gleicher Höhe am selben Knoten.

### Rosettig
Durch reduziertes Längenwachstum des Stängels kann es vorkommen, dass viele Blätter auf ungefähr derselben Höhe sitzen. Man spricht in diesem Fall von einer Blattrosette. Häufig befindet sich eine Blattrosette am Stängelende. Ist die Rosette grundständig, spricht man von einer Grundrosette.

### Grundständig
Die Blätter befinden sich kurz über oder direkt an der Bodenoberfläche (radical, basal, subbasal), sodass alle Blätter scheinbar dem Boden entspringen. Bei vielen Pflanzen haben diese sogenannten Grundblätter eine andere Form als die Stängelblätter. siehe Rosettenpflanze

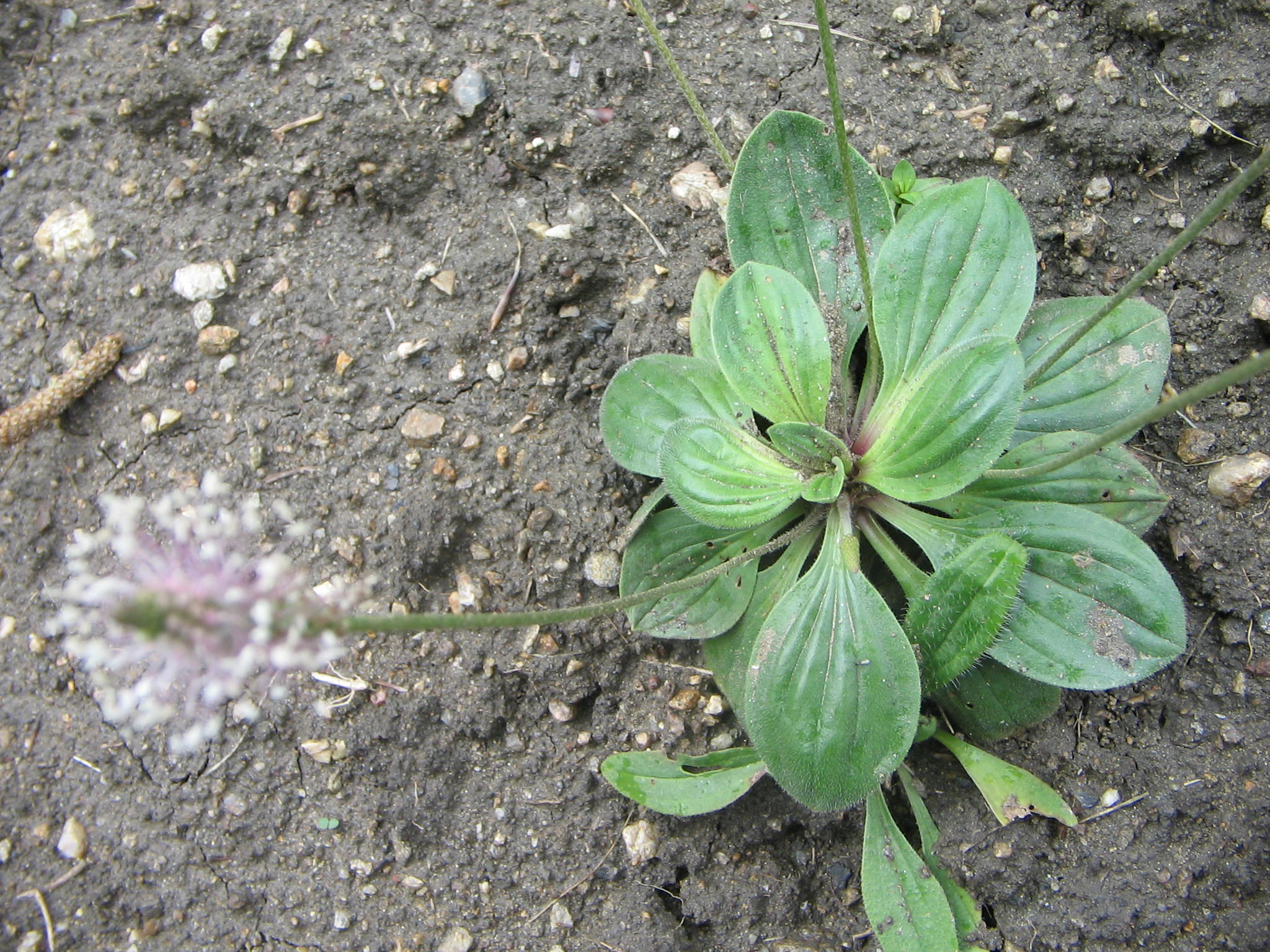
Der Mittlere Wegerich hat nur grundständige Blätter
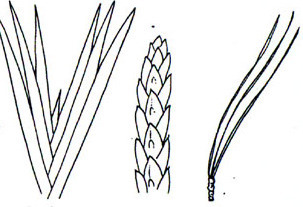
Blätter reitend (equitant), Schuppenblatt (imbricate), gescheitelt, büschelig (fascicled)
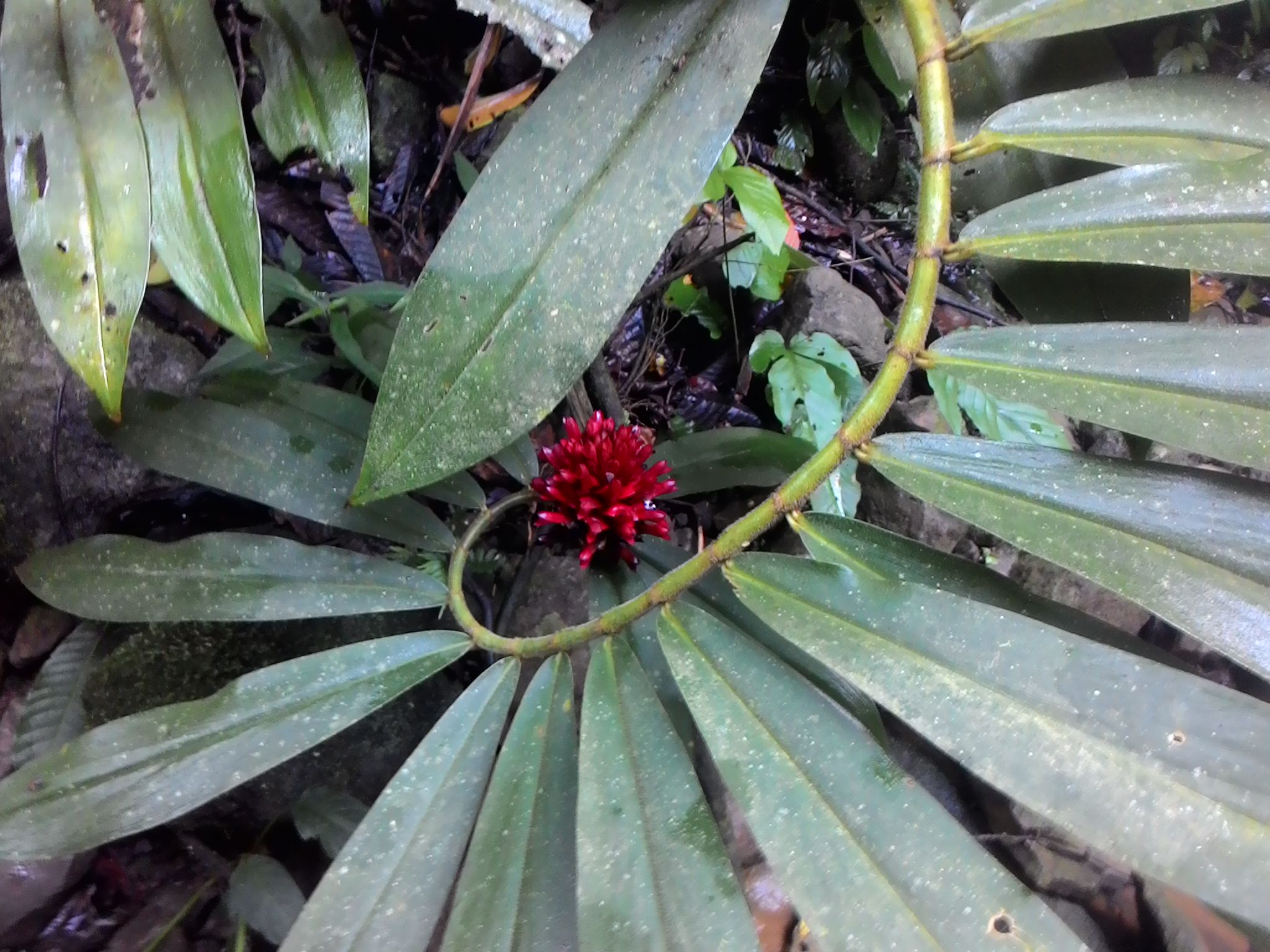
Cheilocostus speciosus einseitig, spiralig angeordnete Blätter

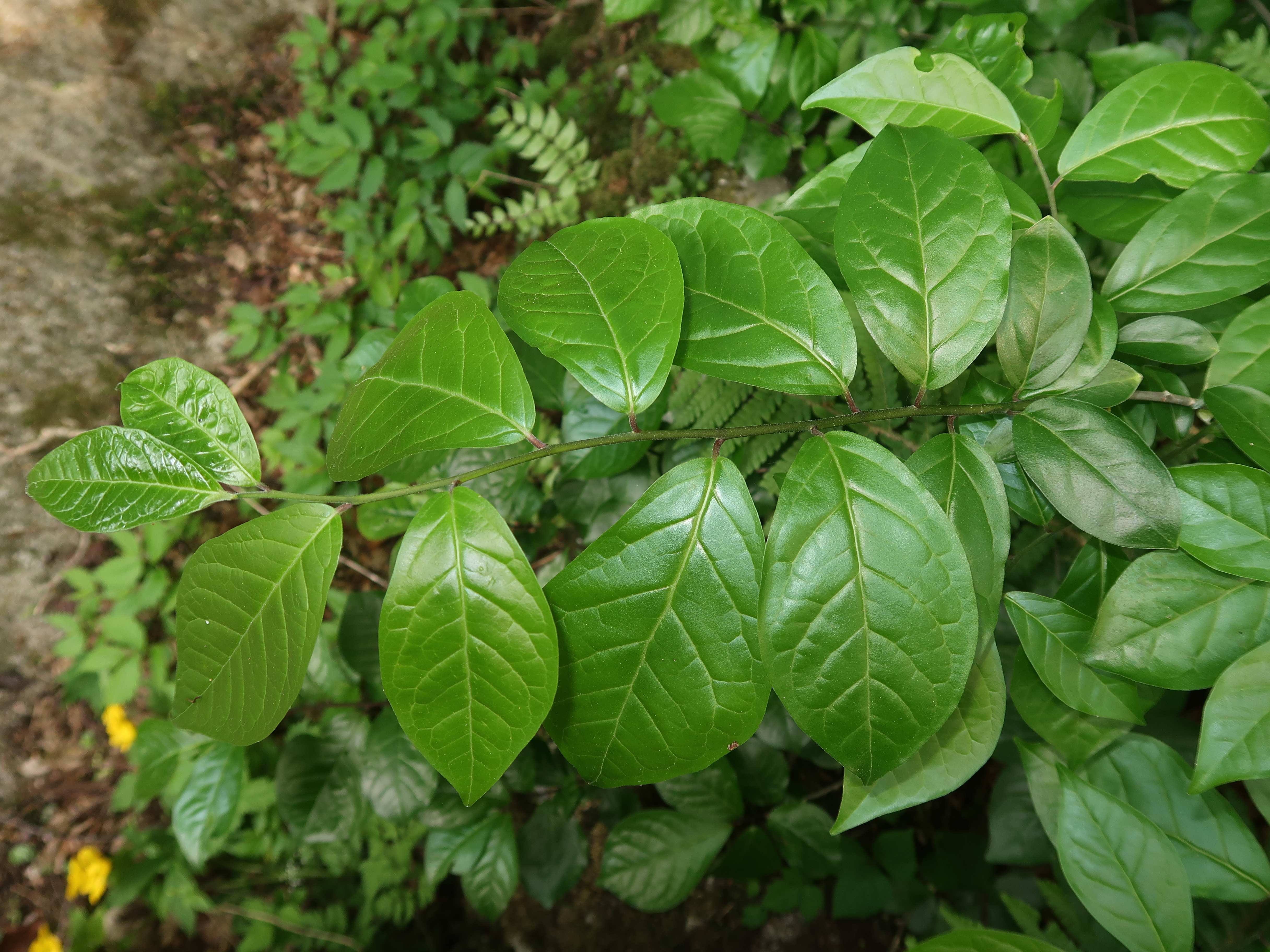
Blätter von Orixa japonica; paarweise wechselständig

### Weitere Anordnungen
- Reitend (equitant): Die Blätter sind ungestielt, mit zur Sprossachse rinnen-, röhrenförmig umgebogenem Grund. Das erste Blatt umfasst die Sprossachse, die nachfolgenden Blätter umfassen dann jeweils das vorhergehende an den Rändern.
- Pseudoquirl, Pseudowirtel, Scheinquirl (pseudowhorled): Die drei oder mehr Blätter sind spiralig, schraubig, mit einer flachen Ganghöhe, in dicht übereinander liegenden Knoten angeordnet, so dass es aussieht wie ein Wirtel.
- Dachziegelig, schuppig (imbricate, Schuppenblatt): Blätter wechselständig angeordnet, überdecken sich (Sprossachse nicht mehr sichtbar).
- Gescheitelt, in Büscheln (fascicled): Blätter entspringen allseits an waagrecht stehender Sprosse, zweireihig in der Horizontalebene gekrümmt (Tanne, Eibe)
- Einreihig, einseitig (spiro) (monistichous, secund, einseitwendig): Die Blätter sind nur auf einer Seite angeordnet, wie bei Cheilocostus speciosus.
- An der Spitze des Stängels angeordnet, schopfartig (acrocaulis).
- „Orixa-Typ“, hier bei Orixa japonica: Die Blätter sind paarweise wechselständig, also immer abwechselnd ein kleineres, dann ein größeres Blatt auf einer Seite.

## Aufbau

### Grundspirale, Divergenz und Zyklus
Wenn man an einem Stängel mit wechselständigen Blättern derart von unten nach oben fortschreitet, dass man alle Blätter, wie sie aufwärts aufeinanderfolgen, berührt, so beschreibt man eine den Stängel umwindende Spirallinie, die sogenannte genetische oder Grundspirale (spiral, unijugate).
Hierbei ergibt sich die Eigentümlichkeit, dass das Stück der Stängelperipherie, welches man mit der Spirale umlaufen muss, um von einem Blatt zum nächsten zu gelangen, bei sämtlichen Blättern des Stängels gleich groß ist. Dieses Bogenstück nennt man Divergenz (der Blätter); sie lässt sich in Bruchteilen der Anzahl der Achsenumläufe des Zyklus und Anzahl der Blätter eines Zyklus ausdrücken, also eine Zahl zwischen 0 und 1/2.
Der Teil der Grundspirale, den man zurücklegen muss, um von einem Ausgangsblatt bis zum nächsten senkrecht darüberstehenden Blatt zu gelangen, nennt sich Zyklus (veraltet: Cyclus).
Die Blattanordnung lässt sich dann mit den Fibonacci-Zahlen in Verbindung bringen, die mit dem goldenen Schnitt zusammenhängen. Siehe hierzu Fibonacci-Folgen in der Natur. Es kommen aber in der Natur daneben auch andere, in dieser Reihe nicht passende Divergenzbrüche vor. Diese anderen Divergenzwinkeln  entsprechen z. B. den Lucasfolgen.
Es können aber mehr als eine Grundspirale vorhanden sein, diese Systeme werden als bi-, tri- oder multijugate bezeichnet.
Oft ähneln die multijugate Muster den Spiralmustern, die einzige Möglichkeit sie zu erkennen, ist die Anzahl der im Muster sichtbaren Spiralen zu zählen (Parastichen genannt). Wenn die Anzahl der Parastichen keinen gemeinsamen Divisor anders als 1 haben, ist das Muster eine spiralförmige Phyllotaxis. Wenn die Anzahl der Parastichen einen gemeinsamen Divisor k haben, dann ist das Muster multijugate (genauer k-jugate) und es gibt k Elemente an jedem Knoten.
Daneben gibt es noch weitere Systeme, welche ein bestimmtes Muster aufweisen, welches zu keinem der genannten (spiral, distichous, multijugal, whorled) passt. Auch gibt es noch irreguläre Systeme.

### Blattzeilen (Orthostichen)
Bei einigen Pflanzen sind diese Brüche rationale (Bruch-)Teile der Peripherie, woraus folgt, dass jedes Mal nach einer bestimmten Anzahl von Blättern ein Blatt wieder genau über dem Ausgangsblatt steht. Wenn man bei einer Blattstellung mit einer Divergenz von 2/5 (2 Kreise / 5 Orthostichen); fünfzeilig (pentastichous, five ranked; 144°), in der Spirale vom Blatt 1 aufsteigt, so ist Blatt 6 das erste, das wieder senkrecht über dem Ausgangsblatt steht. Ebenso steht Blatt 7 über Blatt 2, Blatt 8 über Blatt 3 usw.  Die Blattstellung kann auch zweizeilig, dreizeilig (tristichous, three ranked 1/3; 120°) oder  achtzeilig (octastichous oder eight ranked 3/8; 135°), (5/13; 138° 27') usf. sein.
Der Divergenzwinkel strebt in dieser Reihe dem sog. Limitdivergenzwinkel von 137° 30' 28" (137,5078°) (Goldener Winkel) zu. Bei dieser Blattstellung steht theoretisch kein Blatt direkt über einem anderen, was eine ideale Ausnutzung der Sonnenbestrahlung bedeuten würde.
Bei diesen Blattstellungen stehen die Blätter an der Achse in sog. Orthostichen (Geradzeilen), deren Anzahl dem Nenner im Blattstellungbruch entspricht.
Es lassen sich also in diesen Fällen die Blätter, die seitlich an einem Stängel sitzen, durch eine Anzahl gerader Linien verbinden, die man Blattzeilen (Orthostichen) nennt.
Durch Winkelversetzungen (Schraubung) entstanden in der Phylogenese bei vielen Pflanzenarten neue Blattstellungen, bei denen sich die Blätter nicht mehr auf Geradzeilen (Orthostichen), sondern auf gleichsinnig gewundenen Zeilen, sog. Spirostichen (Schraubenzeilen) (Orthostiche die leicht verdrillt sind) auf der Grundspirale befinden.
Bei verzweigten Stängeln ist die Grundspirale der Hauptachse und der Zweige gleich oder verschieden:
- Homodromie, Homodrom, Gleichwendigkeit; Bezeichnung des Falles, dass die Richtung der Blattspirale an zwei gleichwertigen Sprossen dieselbe, gleichgerichtet ist.
- Antidromie, (Amidromie), Antidrom, Ungleichwendigkeit; Bezeichnung für die Drehrichtung der Blattspirale eines Seitenzweiges, wenn diese der Drehrichtung der Hauptachse gegenläufig, entgegengesetzt ist.[7]

#### Parastiche
Parastichen (Schrägzeilen, Sekundärspiralen) sind die schrägen Schraubenlinien quer zur Grundspirale, abwechselnd rechts und linksläufig. In einem Spiralgitter neigt das Auge dazu, die nächsten Punkte in Spiralen zu verbinden. Gut erkennbar sind sie deshalb an gestauchten Sprossachsen, durch die Kontakte der jüngeren Blätter zu den benachbarten Blättern älterer Umläufe der Grundspirale.
Die Differenz der Blattnummern der aufeinanderfolgenden Blätter die auf den Parastichen liegen, ist gleich der Anzahl der gleichgerichteten Zeilen. So lassen sich die Blattnummern aller Blätter bestimmen. So kann dann die Grundspirale und die Divergenz erkannt werden.
Wenn die Blätter in sehr engen, flachen Spiralen angeordnet sind und es nicht möglich ist die Spirostichen (Orthostiche) zu zählen, wird dieser Typ als parastichisch (parastichous) bezeichnet.

## Goldener Schnitt

Goldener Schnitt im Blattstand

Bei Pflanzen hat man festgestellt, dass primitive Arten eine Divergenz (Winkel zwischen drei aufeinanderfolgenden Blättern der Grundspirale, wie in der nebenstehenden Abbildung vereinfacht dargestellt) besitzen, die dem goldenen Schnitt entspricht.
Es gibt im Wesentlichen zwei Theorien, weshalb dies bei Pflanzen so ist:
- Die Blätter nehmen viel Platz ein und verdrängen andere Arten.
- Die Zuckerlösung, die durch Photosynthese produziert wird, wird gleichmäßig auf fast alle Leitbündel des Phloems verteilt, da die Blätter genau über einem anderen in den Zweig münden.

## Steuerung über Hormone
Das primäre Wachstum der Pflanze findet im apikalen Meristem statt (sogenannter Apex, auch Knospe). Der Apex dreht sich während des Wachstums um die eigene Achse; dabei werden immer Blattprimordien gebildet, d. h. Blattanlagen, wo sich später die Blätter bilden.
Das Hormon Auxin wird vom Apex zur Blattanlage hin transportiert. Die Auxinabsorption durch die schon bestehenden Primordien dirigiert die Stellung des neuen Primordiums. Auxin wird durch die schon bestehenden Primordien absorbiert und so aus der näheren Umgebung entfernt (laterale Reduzierung). Das neue Primordium kann nicht direkt neben der alten Blattanlage entstehen, da eine Akkumulation von Auxin erst in einem bestimmten minimalen Abstand beginnen kann. Weil die jüngste Blattanlage das Auxin stärker absorbiert als die zweitjüngste, entsteht das neue Primordium näher zum zweitjüngsten als zum jüngsten Primordium. Dies ist der Grund, weshalb der Divergenzenwinkel zwischen zwei nacheinander gebildeten Primordien einem typischen Winkel von 137,5° („Goldener Schnitt“) entspricht.

## Blütenblätter
Da Blütenblätter Sonderbildungen der normalen Blätter sind, findet man die Grundanordnungen der Phyllotaxis, manchmal mit Verwachsungen der Einzelblätter, auch bei den Blüten selbst sowie in den Blütenständen.